# Сан-Мартін-де-ла-Вега-дель-Альберче
Сан-Мартін-де-ла-Вега-дель-Альберче (ісп. San Martín de la Vega del Alberche) — муніципалітет в Іспанії, у складі автономної спільноти Кастилія-і-Леон, у провінції Авіла. Населення — 210 осіб (2010).
Муніципалітет розташований на відстані близько 120 км на захід від Мадрида, 46 км на південний захід від Авіли.

## Демографія
Динаміка населення (INE ):

## Галерея зображень

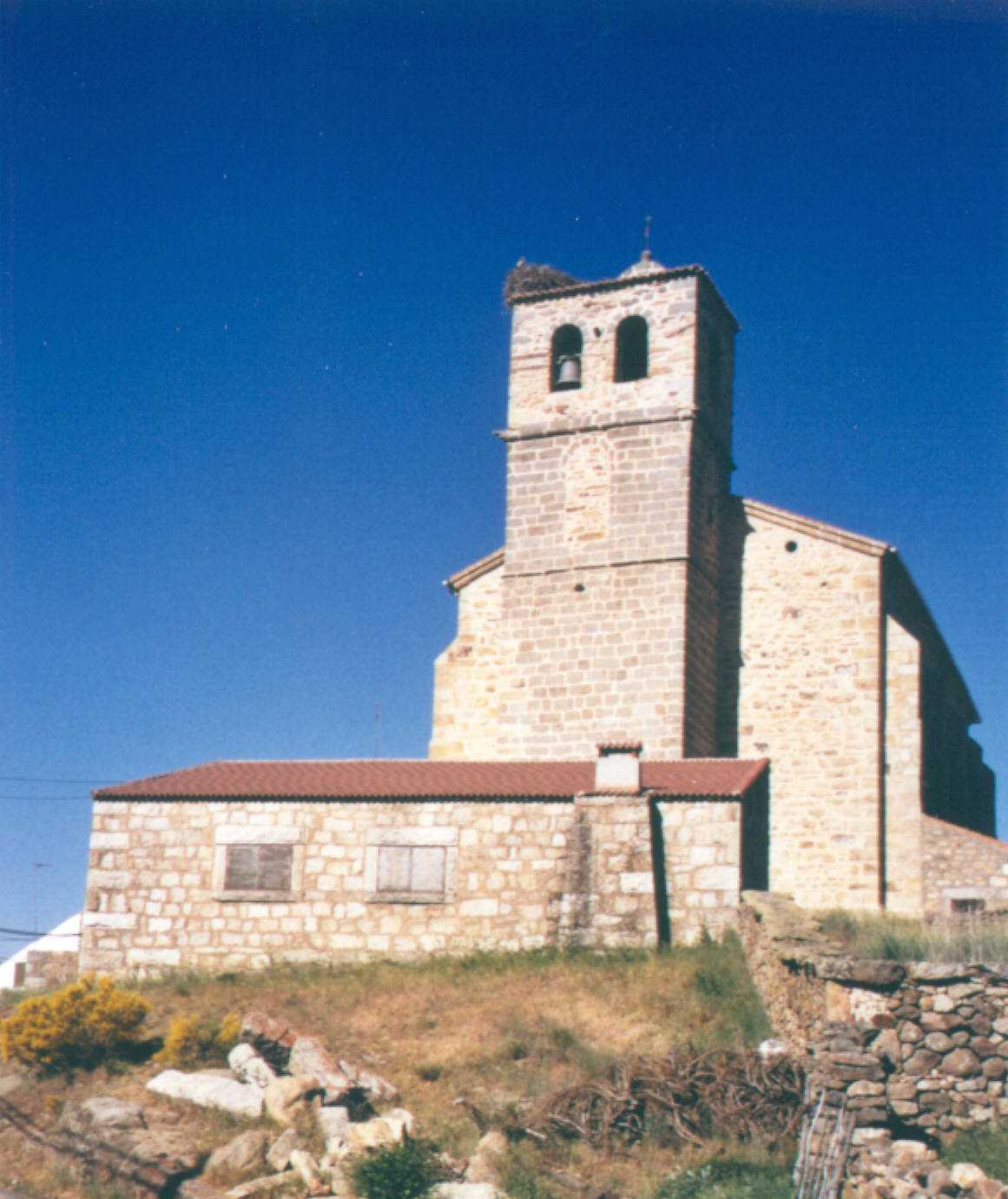
Парафіяльна церква